# 419858 Abecheng
419858 Abecheng è un asteroide della fascia principale. Scoperto nel 2010, presenta un'orbita caratterizzata da un semiasse maggiore pari a 3,1930610 au e da un'eccentricità di 0,1560947, inclinata di 15,09346° rispetto all'eclittica.